# Fleet Air Arm
Fleet Air Arm, brittiska flottans flygstridskrafter, förkortat FAA. 
Redan under första världskriget grundades dess föregångare Royal Naval Air Service. 1918 slogs denna samman med Royal Flying Corps, till Royal Air Force, RAF. Flottan fick under 1920-30-talen lita till RAF för flygstöd, något som visade sig otillfredsställande. I slutet av 1930-talet bildades därför FAA. FAA spelade en betydande roll i andra världskriget och under Falklandskriget 1982.